# Asterinella stuhlmannii
Asterinella stuhlmannii är en svampart som först beskrevs av Henn., och fick sitt nu gällande namn av Ferdinand Theissen 1912. Asterinella stuhlmannii ingår i släktet Asterinella och familjen Microthyriaceae.   Inga underarter finns listade i Catalogue of Life.